# مشتل فولرتون
مشتل فولرتون هو موقع سياحي وحديقة نباتية تحتوي على مجموعة من النباتات من جميع أنحاء العالم، وتقعُ في الركن الشمالي الشرقي من جامعة ولاية كاليفورنيا، وحرم فولرتون الجامعي في فوليرتون، كاليفورنيا، في الولايات المتحدة. إنها أكبر حديقة نباتية في مقاطعة أورانج، وتضمُّ أكثر من 4000 نبتة. يحفَظُ المشتل الأنواع المنقرضة أو التي أوشكت على الانقراض ويعمل كمكان تعليمي للتاريخ الزراعي. تأسَّسَ المشتل رسميًا في عام 1976، وافتُتحَ رسميًا في عام 1979، لكنّه تحوَّلَ – وهو الذي كان في الأصل بستان برتقال – إلى قطع أراضي بستنة عضوية. يُعد بيت التراث من أهم معالم المشتل، وقد تم بناؤه عام 1894 كمنزل ومكتب لطبيب فوليرتون الرائد، الدكتور جورج سي كلارك. في عام 1972، تم نقل المنزل إلى ما هو الآن وسط المشتل.
تنقسمُ مسارات حديقة المشتل في أربع مجموعات رئيسية: مجموعات المزروعة والغابات والبحر الأبيض المتوسط والصحراء. تشملُ النباتات البارزة نباتات الغطاء النباتي الأصلي في جنوب كاليفورنيا مثلَ الحمضيات والأفوكادو، فضلًا عن المعالِم مثلَ حديقة جزر القناة، ومجموعة سيكاد واسعة النطاق، ومجموعة صنوبرية، ونخليّة، وحدائق مجتمعية، وحديقة للأطفال.
يمنحُ المشتل الناس الفرصة للتدريس والتعرف على البيئة. إنهم يعملون مع الطلاب وأعضاء هيئة التدريس من مجموعة متنوعة من أقسام الحرم الجامعي المختلفة ويجمعون المعلومات. يتمُّ مشاركة الأبحاث التي تم إجراؤها في جميع أنحاء مقاطعة أورانج. كان وقوف السيارات مجانيًا حتى آب/أغسطس 2022 عندما تم تطبيق رسوم قدرها 4 دولارات للساعة. الأعضاء أيضا لا يحصلون على مواقف مجانية للسيارات. غادر معظم المتطوعين منذ فترة طويلة في عام 2020 عندما سيطرت الشركة المعروفة اختصارًا بـ CSUF بشكل أكبر على المشتل، ولا يوجد حاليًا سوى 4 متخصصين في البستنة. يتوقَّعُ المشتل أن يكون لديه تبرعات أقل بكثير مع التغييرات وتأمل الكلية أن يصبح المشتل غير مرغوب فيه وغير مقبول بحيث يمكن بناؤه مع إسكان الطلاب في السنوات القادمة.

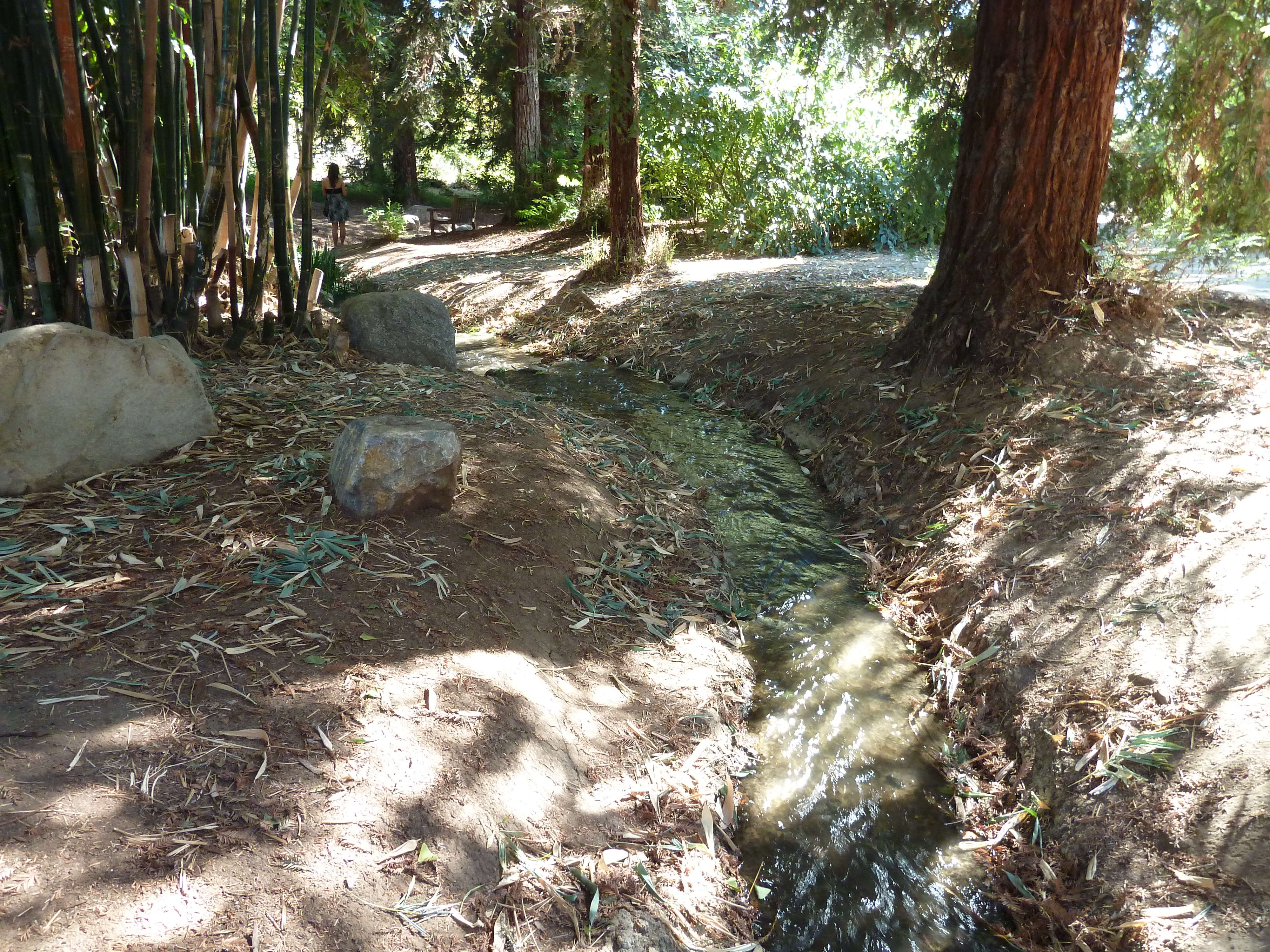
داخل مشتل فولرتون

## التاريخ
جاءت فكرة إنشاء مشتل في الجزء الشمالي من حرم جامعة ولاية أورانج، والمعروف لاحقًا باسم جامعة ولاية كاليفورنيا فولرتون، من د. ديفيد والكنجتون ويوجين جونز. كانت الأرض في الأصل بستان برتقال وعانت من مرض يسمى «التدهور السريع»، مما أدى إلى موت الأشجار. عملت تيري جونز مع زوجات أعضاء هيئة التدريس الأخريات معًا لإيجاد الدعم لتطوير الأرض إلى مشتل. تم تشكيل لجنة المشتل وفازوا لاحقًا بجائزة خدمة المجتمع ديزني لاند لجهودها البيئية. بدأ الطلاب المرتبطين بكلية ولاية كاليفورنيا في تمويل المشروع في عام 1971. عمل الطلاب وأعضاء هيئة التدريس معًا لاستخدام الأرض في قطع أراضي البستنة العضوية لإظهار القيم البيئية للبستنة العضوية. قُطعت الأشجار وأزيلت الجذور.
في عام 1972، ظهرت فكرة تخصيص الأرض لحديقة نباتية. تم تشكيل جمعية المشتل وبدأت في جمع التبرعات في الحرم الجامعي لبناء حديقة نباتية. كما طلبوا من مدينة فولرتون المساعدة في مشتل فولرتون المستقبلي، في محاولة لكسب دعم المجتمع الرسمي للمشروع. وافق أمناء نظام جامعة ولاية كاليفورنيا على تخطيط الحديقة النباتية في جامعة ولاية كاليفورنيا، فوليرتون وخصصوا 26 فدانًا من الأرض للمشروع. في نفس العام، تم إنشاء مجموعة تسمى أصدقاء مشتل فولرتون من جمعية المشتل من أجل البدء في التطوير. أصبحت منظمة الأصدقاء مؤسسة غير ربحية معفاة من الضرائب ساعدت في جمع الأموال للمشروع ولا تزال موجودة حتى يومنا هذا.
تم التعاقد مع شركة معمارية في عام 1976 لرسم مخططات للمشتل. في أكتوبر 1977، تم منح مقاولي المشروع 621000 دولار لبدء البناء. كان 11 ديسمبر 1977 هو اليوم الذي أقيم فيه حفل وضع حجر الأساس. أقيم حفل الافتتاح الرسمي في 21 أكتوبر 1979. في عام 2004، تم إنشاء مركز للزوار به فصول دراسية وجناح ومتحف وتعديلات أخرى.

## المتاحف
يقع متحف مقاطعة أورانج الزراعي والتراث في نيكاي على أراضي مشتل فولرتون، ويسلّط الضوء على التاريخ الزراعي للمنطقة، بالإضافة إلى مساهمات المجتمع الأمريكي الياباني المحلي والمزارعين الرائدين الآخرين. المتحف هو تعاونٌ بين مشتل فولرتون وجامعة ولاية كاليفورنيا فولرتون. بيت التراث (بالإنجليزية: Heritage House)‏ هو متحف تاريخي مزيَّن كمنزل للطبيب ومكتب في تسعينيات القرن التاسع عشر. إنه أحد أقدم المنازل الباقية التي شيدت في موقع بلدة فولرتون الأصلي. تم بناء المنزل الريفي المصمم على طراز إيستليك من قبل أحد الأطباء الرواد في فولرتون، الدكتور جورج كروك كلارك، في عام 1894. تم نقل المنزل إلى حرم المشتل عام 1972 لإنقاذه من الهدم.

## روابط خارجية
- الموقع الرسمي